# Monasterio de Santa Maria Teodote
El monasterio de Santa Maria Teodote, también conocido como Santa Maria della Pusterla, fue uno de los monasterios femeninos más antiguos e importantes de Pavía. Fundado en el siglo VII, ocupaba el solar del seminario diocesano y fue suprimido en el siglo XVIII.

## Historia
Fue fundada en el siglo VII, durante el reinado del rey lombardo Cuniberto entre 679 y 700 por el noble Gregorio y albergaba una capilla (u oratorio) dedicada a San Michele (demolida en 1867, cuyos restos fueron objeto de una investigación arqueológica en los 1970s). El monasterio se llamó "della Pusterla" por la proximidad de una pequeña puerta de la ciudad o "di Teodote" porque estaba relacionado con las vicisitudes de la amante del rey Cunipert, que fue acogida en el monasterio; sin embargo, también se ha planteado la hipótesis de que el propio soberano la fundó precisamente para encerrar a la joven.
El monasterio recibió numerosas donaciones imperiales y diplomas que confirmaban sus posesiones de los emperadores Lotario I (833, 834, 839, 841), Luis el Germánico (871), Carlomán de Baviera (876), Carlos III el Gordo (880), Arnulfo de Carintia (895), Luis III el Ciego (901), Berengario del Friul, Hugo de Arlés, Otón I, Otón III, Enrique II y Federico I. En el diploma imperial de Otto III fechado el 1 de agosto de 996 aparece que el monasterio poseía tierras en Lomellina y derechos de pesca en el Po In los siglos XII-XIII las principales propiedades del monasterio se concentraron en Fidenza (alrededor de 550 hectáreas), alrededor de Voghera (alrededor de 150 hectáreas) y Zenevredo, localidad en la que el monasterio tenía derechos nobles y acciones mayoritarias del castillo local.
El monasterio, que se convirtió en abadía y acogió la reforma benedictina hacia el siglo IX, en 1473 se unió a la Congregación Cassinese. En 1778 vivían allí 43 monjas, pero en 1799, como los otros grandes monasterios de la ciudad, fue suprimido por las instituciones de la República Cisalpina y sus bienes confiscados, mientras que el archivo de la institución fue depositado en el Archivo Estatal de Milán. Sin embargo, a diferencia de los demás monasterios, pronto volvió a tener un uso religioso, ya que en 1868 se ubicó allí el seminario del obispo, que aún se encuentra allí. Por ello es quizás el mejor conservado de los antiguos monasterios de la ciudad.

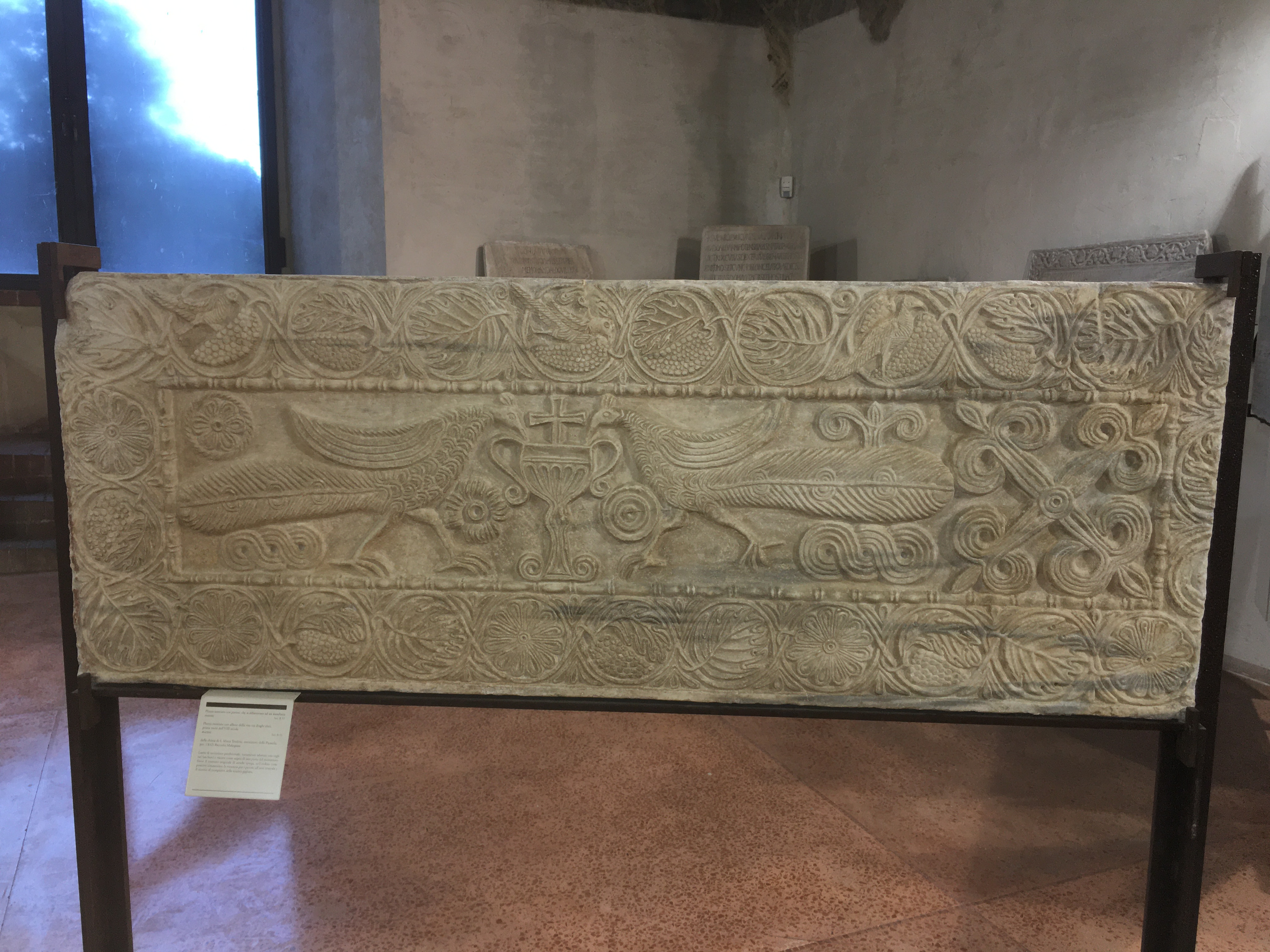
Pluteos de Teodota con pavos reales del oratorio de San Michele alla Pusterla, principios del siglo VIII, Museos Cívicos de Pavía.
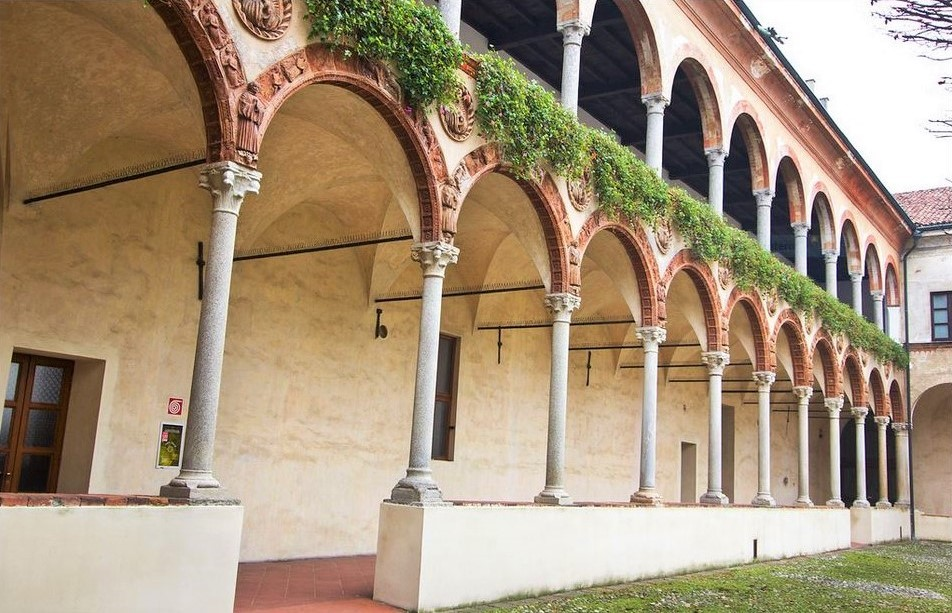
El claustro renacentista.
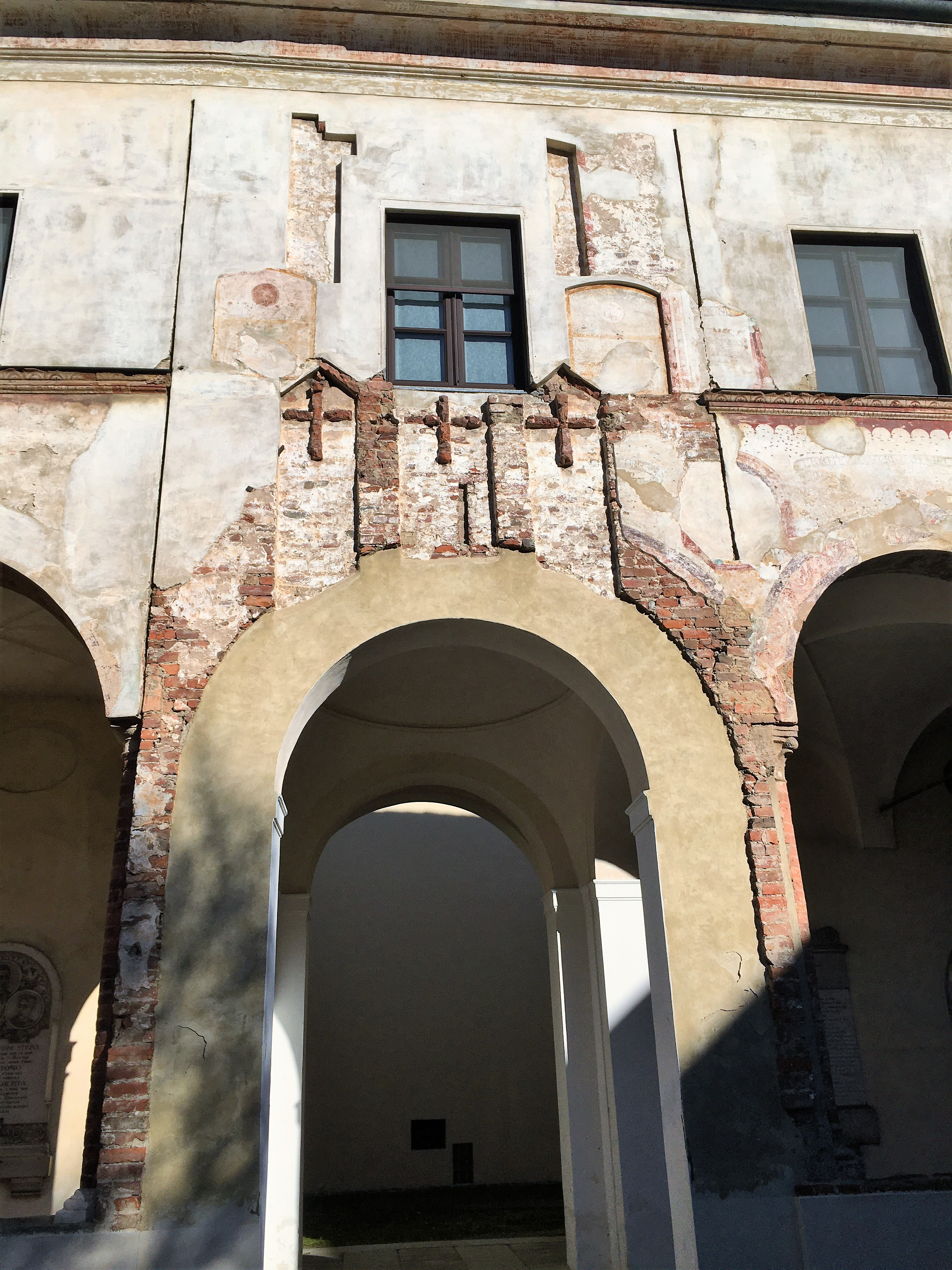
Restos del campanario lombardo incorporado en el claustro renacentista.
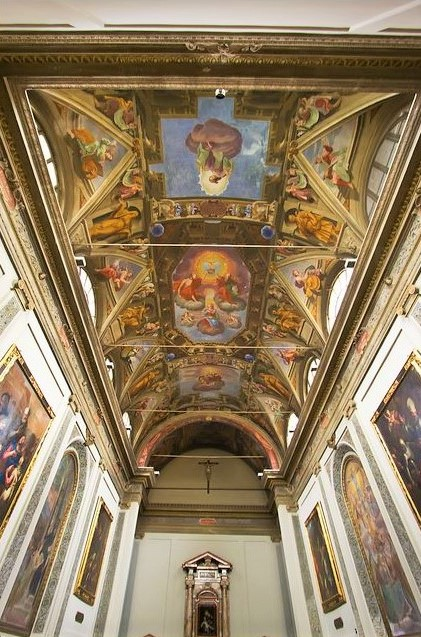
El interior de la iglesia.
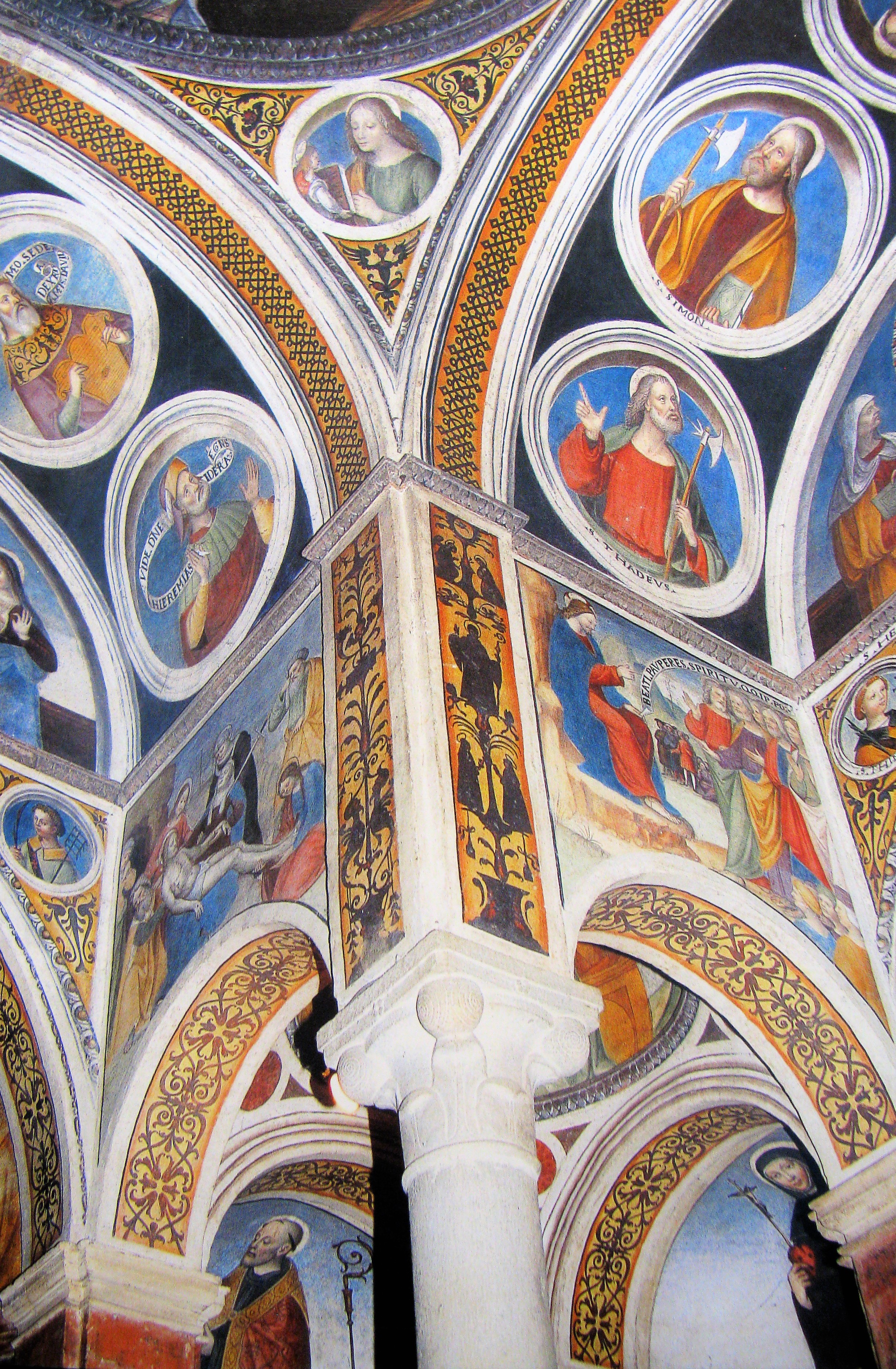
La Capilla de San Salvatore.
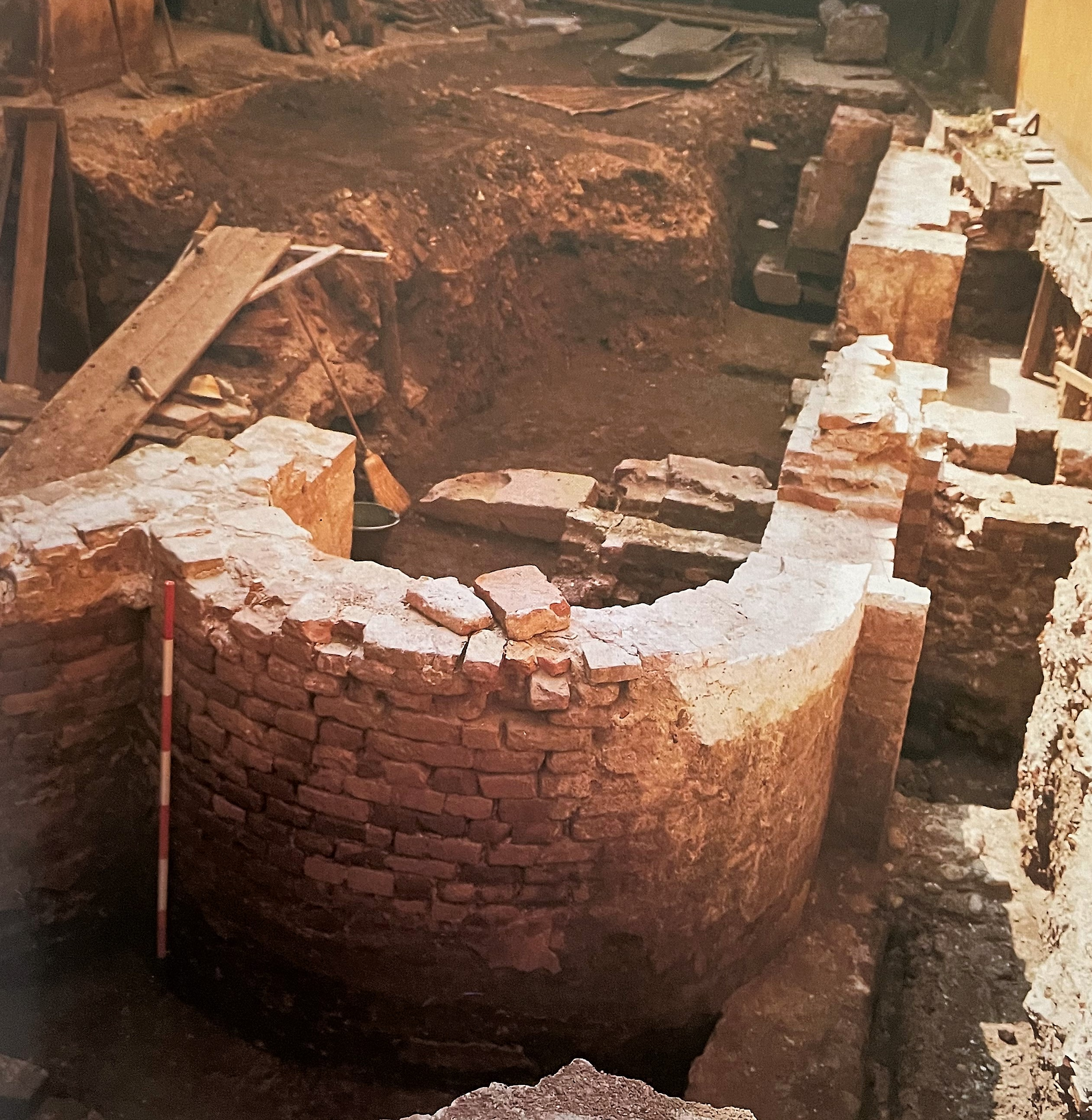
Los restos del oratorio de San Michele alla Pusterla de la época lombarda sacados a la luz durante las excavaciones de 1970 y ahora enterrados de nuevo.

## Arquitectura
Del oratorio longobardo, perdido como todo el conjunto bajomedieval, proceden los Pluteos de Teodota, uno de los máximos ejemplos de la escultura lombarda que han llegado hasta nuestros días.
El antiguo monasterio está ubicado en Via Menocchio, frente a la desembocadura de Via della Pusterla, junto a lo que queda de otro importante monasterio, el de San Bartolomeo in Strada. Internamente, se conserva el gran claustro del siglo XV con esbeltos arcos llenos de aliento, sostenidos por columnas de mármol. Los dinteles de los arcos del sur están cubiertos con baldosas de terracota con figuras de amorcillos, tal vez hechas con un diseño de Amadeo. Entre un arco y otro, destacan bustos de monjes orantes dentro de círculos sobre un fondo de concha. Las terracotas que adornaban los otros lados del claustro fueron lamentablemente retiradas y vendidas en el siglo XIX. En el lado occidental del claustro parece haber una portada gótica de terracota con riquísimos frisos que representan querubines y racimos de uvas insertados en un motivo de follaje. Bajo el pórtico del lado sur hay un fresco de Bernardino de' Rossi firmado y fechado en 1491, mientras que el alzado este conserva otros frescos del siglo XV. En el piso superior del lado sur hay una logia del siglo XIV. En los otros lados han aparecido restos de frescos de los siglos XV y XVI, que también cubren arcos y plafones. En la parte norte del claustro, insertado en la mampostería, se pueden ver los restos del macizo campanario (de época lombarda) del oratorio de San Michele alla Pusterla, caracterizado (en la parte que se conserva) por decoraciones con cruces de ladrillo en relieve.
El refectorio, que se abre al lado sur del claustro, tiene una bóveda apoyada sobre capiteles colgantes, idénticos a los del claustro de San Lanfranco. Evidentemente, el molde de estas terracotas se conservó durante algún tiempo y se usó varias veces, tanto que incluso los capiteles del refectorio llevan la fecha de 1467 y el nombre del abad de San Lanfranco Luca Zanacchi. Lo mismo ocurre con los paños de los arcos, idénticos al de San Lanfranco.
El lado este del claustro da acceso a la pequeña iglesia del Salvador, también del siglo XV, en forma de cruz griega, con cúpulas centrales y angulares, revestidas como los muros con frescos de Bernardino Lanzani. Originalmente, el edificio probablemente albergaba el gran crucifijo en lámina de plata, encargado entre 963 y 965 por la abadesa Raingarda y ahora conservado en el crucero izquierdo de la basílica de San Miguel el Mayor.
La iglesia, antes dedicada a la Virgen y ahora a Sant'Andrea, fue erigida en 1604 y está adornada con frescos y estucos. El fresco que se encuentra a la derecha al entrar es obra del perugiano Luigi Scaramuccia y representa el Crucifijo entre un grupo de monjas. El fresco de enfrente, con Teodoto presentando la maqueta de la iglesia a San Benedetto, es de Filippo Abbiati. Los frescos de la bóveda también son valiosos.